# キャラメル (音楽グループ)
キャラメルは、スウェーデンのユーロダンスグループ。ヴォーカルのKatia LöfgrenとMalin Sundström、プロデューサーのJorge "Vasco" VasconceloとJuha "Millboy" Myllyläで構成される。スウェーデンのダンスミュージックにおいて、Spelar ingen rollのようなオリジナルナンバーと、FactoryのEfter pluggetのようなスウェーデンの古いヒットナンバーのカバーの両方で、一定の成功を収めた。
スウェーデン以外では、アルバムSupergottに収録されたCaramelldansenによって有名である。これは、とあるフラッシュアニメを通じてインターネット上や秋葉原にブームを起こした。現在YouTubeなどの動画サイトにて多数の動画が流通している。原曲はやや落ち着いた感じがするが、インターネットではアップテンポ調に日本で改造された曲が多数ある。2002年に一度解散しているが、ストックホルムで開催されたVi som älskar 90-taletというコンサートのため2018年に再結成された。
2024年現在、YouTubeやSpotify等のメディア共有プラットフォームにおいてCaramelldansenはCaramella Girlsという団体によって公開されているが、キャラメルとCaramella Girlsは同一レーベルに所属する別の団体であるという旨の説明がキャラメルメンバーのMalin Sundströmによってなされている(en:Caramelldansen#Credits_controversyも参照)。

## ディスコグラフィ

### アルバム
- Gott och blandat（英語版） （1999年8月13日）
- Supergott（英語版） （2001年）
- Supergott Speedy Mixes (2008年)

### シングル
- Om du var min （1999年3月12日）
- Efter plugget （1999年6月18日）
- Jag ser på dig （1999年9月10日）
- Explodera（som dynamit） （1999年11月26日）
- Vad heter du? （2001年）
- Ooa hela natten （2002年2月25日）
- Allra bästa vänner （2002年4月18日）
- Caramelldansen - ウッーウッーウマウマ(゜∀゜) （U-u-ua-ua） （2008年5月21日）
- Vad Heter Du （2020年)